# 버니즈

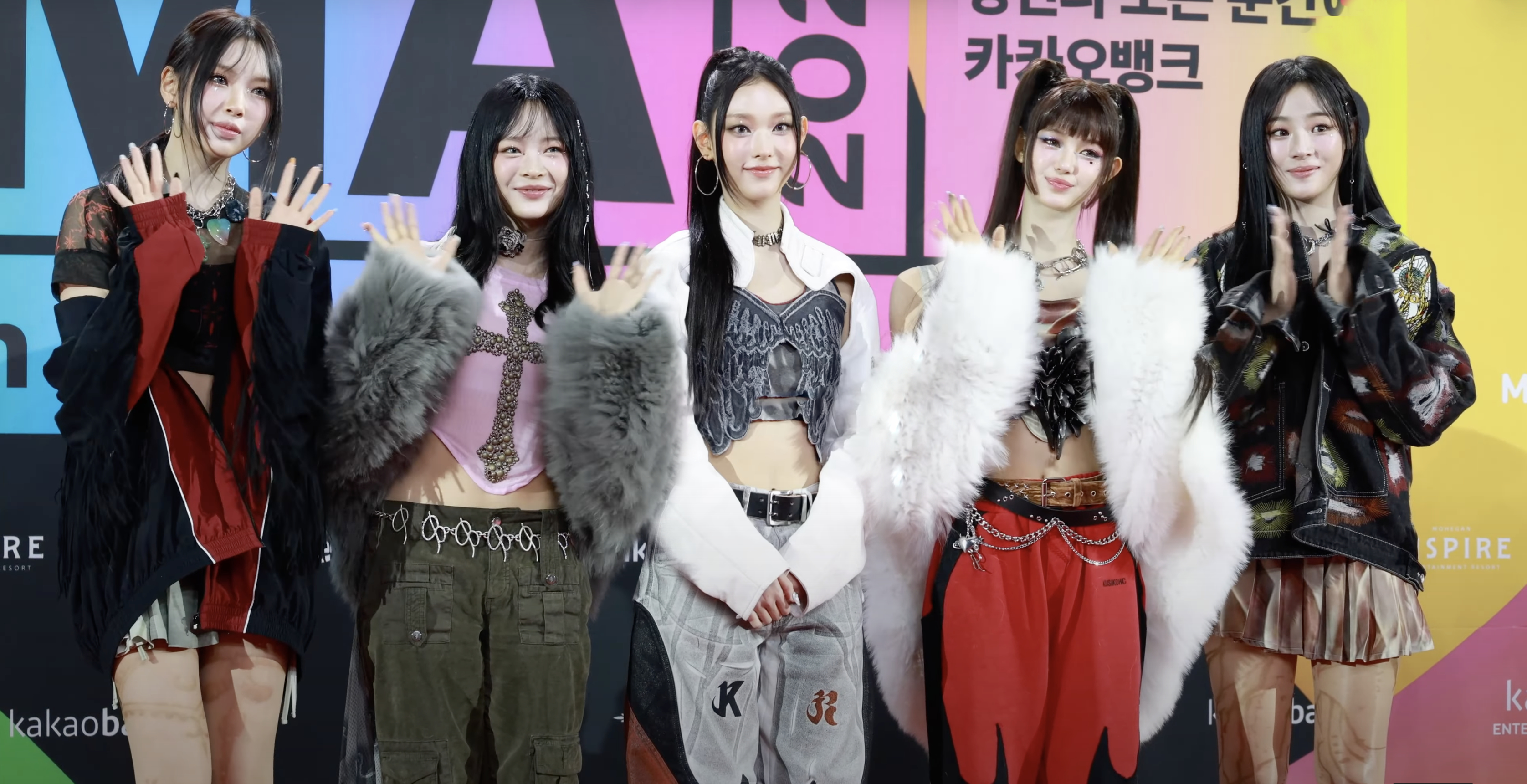
버니즈는 NewJeans의 공식 팬덤 명칭으로, 뉴진스 멤버들이 직접 이름을 지어줬다.

버니즈(Bunnies)는 대한민국 걸 그룹 NewJeans의 공식 팬덤 명칭이다. 버니즈는 뉴진스가 팬들을 친구 같은 존재로 인지한다는 뜻이다. 버니즈를 의인화한 반희수도 버니즈와 동일한 의미로 사용되며, 뉴진스가 NJZ로 명칭을 바꾼 이후로는 BNZ라는 약칭으로도 불리고 있다. 실제로 버니즈라는 이름에 걸맞게 응원봉인 "빙키봉"은 토끼 모양을 본따 제작되었으며, 뉴진스의 앨범이나 뮤직 비디오, 화보 등에서도 토끼는 자주 등장한다. 
원래 버니즈는 단순한 팬덤이었으나 하이브와 민희진의 뉴진스 소유권 분쟁 이후 보다 적극적으로 뉴진스의 권익과 권리 보호에도 힘을 쏟고 있다. 특히 어도어 및 하이브와 뉴진스 간의 갈등이 증폭되면서 관련 당사자들과의 법적 분쟁에도 참여하고 있다.

## 탄생
NewJeans는 2022년 7월 22일 데뷔했으며, 데뷔 100일을 기념하여 2022년 10월 29일 뉴진스 공식 유튜브 채널에서 팬덤명을 정하는 퀴즈쇼를 통해 팬덤명을 '버니즈'로 결정했다. 다른 명칭으로 버니즈를 의인화한 "반희수"가 있는데, 해당 캐릭터는 뉴진스의 Ditto에 공식적으로 등장했다. 공식 팬덤에 가입하기 위해서는 하이브가 운영하는 위버스샵에 들어가 멤버십 키트를 구매해야 한다.

## 상징 및 사용
버니즈의 대표적인 상징은 토끼로, 이는 어도어가 특허청에 상표권으로 등록했다. 토끼는 여러 차례 뉴진스의 활동에 등장했는데, 뉴진스의 첫번째 EP인 New Jeans의 표지가 NWJNS라는 글자와 함께 파란색 토끼로 장식되어 있다. 또한 뉴진스 데뷔 이후 첫 팝업스토어의 홍보 때도 토끼를 사용했다. 데뷔 100일 때 뉴진스 멤버들은 토끼 모자를 쓰고 이 날을 기념하기도 했다. 한편, 토끼는 뉴진스의 뮤직 비디오에서도 자주 등장했다. 뉴진스의 미니 2집 Get Up에 수록된 선공개곡 New Jeans에서는 파워퍼프걸 톤의 토끼가 Bunnies라는 이름으로 등장했다.
또 다른 상징인 뉴진스의 응원봉인 '빙키봉' 역시 토끼 모양을 본땄는데, 응원봉 역시 데뷔 100일 날 유튜브 채널에서 공개되었다. 빙키봉 역시 다양한 곳에서 활용되는데, 대표적인 예가 New Jeans 뮤직 비디오에서 정식으로 빙키봉이 등장해 뮤직 비디오 스토리의 서사의 중심으로 나타난 것이다. 2024년 5월에는 Supernatural을 홍보하기 위해 무라카미 다카시와 협업하여 만든 굿즈에 빙키봉의 디자인이 채택되기도 했다. 그리고 같은 달 공개된 뉴진스의 곡 Bubble Gum에서도 서사를 표현하기 위해 반딧불 모양의 빙키봉을 등장시키기도 했다.

## 하이브와의 법적 분쟁 참여
2024년 4월 22일 하이브와 민희진 간의 경영권 분쟁이 발생한 이후, 일부 뉴진스 팬들은 초기에 민희진에 항의하는 트럭 시위를 벌였다. 그러나 경영권 분쟁이 발생한 이후 하이브 측이 민희진을 해임하려고 하자 버니즈 1만명이 해임 반대 탄원서를 제출하여 서울중앙지방법원에 제출했다. 이후 민희진이 어도어에서 해임된 이후 뉴진스 멤버들이 민희진의 복귀를 요구하는 한편 하이브가 새로 꾸린 어도어 경영진에 반발하며 9월 25일 최후통첩을 보냈으나 하이브 측이 이에 대해 원래 입장을 고수하자, 버니즈는 민희진의 사내이사 복귀와 뉴진스 권리 보호를 요구했다.
2024년 11월 15일 버니즈는 입수한 빌리프랩의 아일릿 기획안을 대거 풀면서 뉴진스의 기획안을 본 적이 없다는 빌리프랩 대표 김태호에게 사과를 요구했다. 민희진은 2024년 11월 20일 하이브를 떠났고, 11월 28일 뉴진스 역시 민희진이 없는 어도어 체제에 반발하며 전속계약 해지를 선언했다.